# Corporación de Radio y Televisión Jordana
La Corporación de Radio y Televisión de Jordania (en árabe, التلفزيون الأردني), más conocida por sus siglas JRTV, es la corporación de radiodifusión pública del Reino de Jordania. Fue creada en 1985 con la unión de la radio y televisión estatales jordanas en una única empresa. Desde 1970 es miembro activo de la Unión Europea de Radiodifusión.

## Historia
Las primeras emisiones de radio en la actual Jordania (entonces llamada Transjordania) comenzaron en 1948 durante el reinado de Abd Allah ibn Husayn, mientras que la televisión fue inaugurada el 27 de abril de 1968. Dos años después, la Televisión Jordana solicitó su ingreso en la Unión Europea de Radiodifusión. En 1972, Jordania fue uno de los primeros países en Oriente Medio en contar con un segundo canal de televisión: mientras la primera señal emitía en árabe, la segunda ofrecía programas en inglés y francés, así como un informativo específico en ambos idiomas.
En 1985, las empresas nacionales de radio y televisión públicas fueron fusionadas en la corporación actual, la Corporación de Radio y Televisión de Jordania.
La radiotelevisión jordana puso en marcha su canal internacional, JRTV Sat, a partir de 1993. Esa señal fue más tarde rebautizada como Al-Urdunniyya (en árabe: الأردنية, «El canal jordano»). En 2001 su oferta televisiva fue reducida a dos canales nacionales, aunque se espera que en un futuro cuente con una tercera señal dirigida a los jóvenes.

## Servicios

### Radio
- Radio Al-Urdunniyya: emisora generalista de carácter nacional.
- Radio Amman: emisora para Amán, capital de Jordania.
- Radio 3: emisora con programas y boletines informativos en inglés y en francés.

### Televisión
- JRTV 1: canal generalista.
- JRTV 2: canal especializado en deportes.
- Al-Urdunniyya: señal internacional, disponible también en internet.